# イヴァン・テヴォシアン

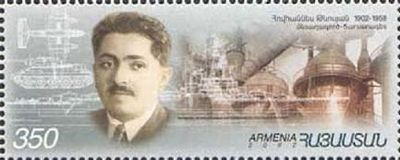
生誕100年を記念して発行されたアルメニア切手

イヴァン・フョードロヴィチ・テヴォシアン（ロシア語: Иван Фёдорович Тевосян, アルメニア語: Հովհաննես Թևատրոսի  Թևոսյան〈ホヴハンネス・ティエヴァトロシ・ティエヴォシアン〉、1902年1月4日 - 1958年3月30日）は、ソビエト連邦の外交官。アルメニア人。

## 経歴
1902年に、ロシア帝国エリザヴェトポリ県シュシャ郡シュシャで生まれる。
1943年に社会主義労働英雄を授与される。
1956年、日ソ共同宣言による国交回復後初の駐日ソビエト特命全権大使として着任。1958年まで在職し、同年にモスクワで死没。